# 共栄火災海上保険
共栄火災海上保険株式会社（きょうえいかさいかいじょうほけん、英: The Kyoei Fire and Marine Insurance Company, Limited）は、日本の中堅損害保険会社である。

## 概要
農林水産業協同組合、信用金庫・信用組合、生活協同組合をはじめとする協同組合・協同組織諸団体の前身である産業組合により農山漁村への保険普及を目指して1942年（昭和17年）7月に設立された。1946年（昭和21年）には損害保険会社としては国内で初めて株式会社から相互会社に組織変更し、協同組合組織により近い形態となる。設立母体を同じくする協同組合・協同組織諸団体の共済事業を補完する役割を担い、特色を活かした事業を展開してきた。
2001年（平成13年）に東京海上火災保険、日動火災、朝日生命を軸にした総合保険連合「ミレア保険グループ」への参加を決定。2004年（平成16年）を目途に株式会社に転換し、経営統合を果たす予定でいた。しかし、2002年（平成14年）8月、JA共済連を筆頭株主として株式会社化することを決定し、ミレア保険グループから離脱した。2003年（平成15年）4月、JA共済連のほかに、歴史的に深いつながりのある協同組合・協同組織諸団体を中心に出資を受け、相互会社から株式会社に転換した。当社の株式会社化により損害保険の相互会社は消滅した。
JAグループと密接で、JA共済ではカバーできない保険商品を中心に農林畜産業の従事者が多い北海道・東北・北陸・九州で加入シェアが高く、三大都市圏ではシェアは低い。全国大学生協連傘下の大学生協の保険代理店では傷害保険・自動車保険・扶養者向けの所得保障保険などを独占して取り扱っている。
2006年（平成18年）、農林中金とも繋がりあるみずほグループ系の富国生命保険相互会社と業務提携し、子会社だった共栄火災しんらい生命保険の株式の80%を富国生命へ譲渡。同社は2008年（平成20年）2月1日にフコクしんらい生命保険に社名変更した。
営業地盤の一つである北海道にある地方局 北海道放送（HBC）は経営上独立性が強かったことと、「マスメディア集中排除原則」との関係から設立母体である北海道新聞社（道新）が資本関係を縮小し、共栄火災が筆頭株主となっている。現在ではHBCと道新との経営面での関係は徐々に縮小されているが、友好関係は維持し、HBCラジオの一部時間帯のニュースは「道新ニュース」の冠を残している。なお、北海道におけるCMはHBCのみならず道新グループの北海道文化放送（UHB）及びエフエム北海道（AIR-G'）でも放送されている。

## 沿革
- 1939年（昭和14年）9月 - 井口武三郎より賀川豊彦へ「金光庸夫が新日本火災保険を売りに出しているので買収してくれないか」との打診があり、賀川は全農などの前身である産業組合中央会に提案をした。中央会会頭有馬頼寧、副会頭千石興太郎らにより同社と金光が社長を務める生保2社（大正生命、日本教育生命）の3社を買収して合併させる工作をした。しかし、金光の所属する政友会と政敵の関係にあった民政党の松村謙三により暴露され、買収は白紙に戻った[2]。
- 1940年（昭和15年）3月14日 - 有馬は東京海上社長鈴木祥枝とときわやで会食し、同社傘下の大東海上に資本参加することになった。ただし、前年の買収失敗が有るため、中央会は徳川義親副会頭個人が5,000株を取得し資本参加をすることになった[2]。
- 1941年（昭和16年） 
  - 商工省保険局では、前年の東亜火災設立により再保険会社である大東海上、大福海上、福寿火災、豊国火災の合併を各社の親会社である東京海上、日本火災に迫った。中央会では千石会頭が中心になって政府に働きかけ、徳川副会頭の工作により軍部の強力な後押しにより大東海上及び大福海上の買収が認められた[2]。
  - 3月16日 - 商工省総務局より増資中止命令が出たため、合併が中止となる。
- 1942年（昭和17年）
  - 3月31日 - 中央会は井川忠雄理事の商工省への根回しにより大東海上を傘下に収め、株主総会において以下の通り役員を一新することにした（なお、大福海上でも役員は同じとされた。）[2]。
    - 代表取締役 徳川義親（中央会副会頭）
    - 同 井川忠雄（中央会理事）
    - 同 足立壮（東京海上営業部長）
    - 取締役 千石興太郎（中央会会頭）
    - 同 刈田義門（中央会理事）他2名
    - 監査役 越智太兵衛（中央会理事）

  - 4月11日 - 大蔵省より両社合併の内認可。
  - 7月1日 - 共栄火災登記。協同組合のための保険会社を設立しようと考えた賀川豊彦の提唱により、賀川の同志であった井川忠雄が社長を務める大東海上と大福海上が合併し、共栄火災海上保険株式会社となる。
    - 設立当時の役員体制は以下の通り[2]。
      - 相談役 有馬頼寧
      - 同 松井石根
      - 同 荷見安
      - 取締役会長 徳川義親
      - 取締役社長 井川忠雄
      - 専務取締役 足立壮
      - 取締役 千石興太郎
      - 取締役 刈田義門
      - 取締役 田中徳次郎
      - 取締役 長石忠雄
      - 監査役 越智太兵衛
      - 監査役 稲垣末三郎
      - 監査役 石井徳久次

    - 設立当初の主な大株主は以下の通り[2]。
      - 東京海上 24,550株
      - 明治火災 15,880株
      - 徳川義親 11,000株
      - 黒沢酉蔵 10,000株
      - 三菱海上 10,000株
      - 井川忠雄 8,000株
      - 日新火災 6,998株
      - 小林元山 5,594株
      - 北田彦三郎 4,200株
- 1945年（昭和20年）- 敗戦後、協同党の本部及び各県支部を当社各店内に設置した[2]。
- 1946年（昭和21年）- 小樽の海運業者の株買い占めに対抗し、農林中金の増資により損害保険会社としては珍しく相互会社に組織変更する。
  - 主な出資者は農林中金（125,634口）、東京海上（20,000口）、徳川義親（14,000口）、北海道農業会（10,000口）、井川愛子（7,558口）[2]
- 1947年（昭和22年）
  - 3月12日 - 足立壮専務取締役が第2代社長に就任。
  - 11月17日 - 宮城孝治専務取締役が第3代社長に就任。
- 1949年（昭和24年）- 同和火災の有馬知機ほか100余名が当社に入社し、営業部門へ配属される（ほとんどが同和火災に吸収された共同火災出身者）[2]
- 1951年（昭和26年）4月1日 - 当社で大卒新卒7名を採用。（初の大卒定期採用）同年より全共連が発足し当社保有の物件の移転が行われ、急激に保有契約を減じた。なお、発足当初の全共連職員の大半は当社職員が兼務していた[2]。
- 1952年（昭和27年）‐ 当社の代理店数が10万点を突破[2]。
- 1963年（昭和38年）タテコー保険発売開始。
- 1964年（昭和39年）6月27日 - 有馬知機専務取締役が第4代社長に就任。
- 1966年（昭和41年）社員総代選考委員規則制定。
  - 当初の選考委員、評議員は以下の通り[2]。
    - 社員総代選考委員
      - 御手洗毅（キヤノン社長）
      - 窪田角一（農林中金元監事）
      - 阿部謙夫（北海道放送社長）
      - 錢高輝之（錢高組社長）
      - 更科学（農林中金元理事）他4名

    - 評議員
      - 松前重義（東海大学学長）
      - 西野嘉一郎（芝浦製作所社長）
      - 片柳真吉（全漁連会長）
      - 清井正（農林公庫総裁）
      - 松下幸之助（松下電器社長）
      - 瀬尾俊三（雪印乳業社長）
      - 瀧口純（全共連副会長）他3名
- 1966年（昭和41年）- 12月31日ブラジルのコンコルディア保険会社を買収し子会社化する。
- 1967年（昭和42年）- コンコルディア保険会社と連携するため、サンパウロに駐在員事務所を設置する[2]。
- 1971年（昭和46年）- 1970年度の当社シェアが全共済発足後では最高の4.7%を記録する。
- 1977年（昭和52年）7月 - 高木英行専務取締役が第5代社長に就任。
- 1982年（昭和57年）
  - 1月21日 - ホールインワン保険を開発しその後数年間同保険でシェア1位を獲得する。
  - 2月 - 学生総合保険、PTA管理者賠償責任保険を開発。
- 1983年（昭和58年）7月 - 行徳克己専務取締役が第6代社長に就任。
- 1996年（平成8年）- 共栄火災しんらい生命保険株式会社（現・フコクしんらい生命保険）設立。
- 2001年（平成13年）- JA共済連などと業務提携。
- 2003年（平成15年）- 株式会社に復帰する。

## 主力商品（独自商品）
- 自動車保険（くるまる）
- ちょうき安泰（保険期間2〜5年の長期自動車保険）
- 建物更新総合保険（まもるくん/積立型火災保険）
- 安心あっとHOME（自由化対応型住宅用火災保険）
- 元気快（医療保険）

## 関連会社
- フコクしんらい生命保険